# Ángel González Muñoz
Ángel Luis González Muñoz (Antequera, Málaga, 9 de marzo de 1979) es un político español, diputado por Málaga en el Congreso durante las IX, X, XI y XII legislaturas.

## Biografía
Posee estudios superiores en Ciencias Políticas y Sociología por la Universidad de Granada. Es portavoz del gobierno municipal del Ayuntamiento de Antequera, donde ha sido concejal, y coordinador territorial nacional del Partido Popular. Fue secretario general de Nuevas Generaciones del PP. En 2008 se presentó como número cinco en la lista al Congreso por Málaga, resultando elegido, y fue reelegido en 2011, 2015 y 2016.